# Eristalinus astrops
Eristalinus astrops är en tvåvingeart som först beskrevs av Hull 1941.  Eristalinus astrops ingår i släktet slamflugor, och familjen blomflugor.
Artens utbredningsområde är Madagaskar. Inga underarter finns listade i Catalogue of Life.